# Cimetière du Nord (Munich)
Pour les articles homonymes, voir cimetière du Nord.
Le cimetière du Nord (Nordfriedhof), avec 34 000 tombes, est l'un des plus grands  de Munich. Créé en 1884 par l'ancienne municipalité de Schwabing, il se situe aujourd'hui dans le quartier de Schwabing-Freimann. Le Nordfriedhof comprend une chapelle, une morgue, un funérarium (conçus entre 1896 et 1899 par Hans Grässel) et un columbarium (conçu en 1962 par Eugen Jacoby).
La chapelle est évoquée dans La Mort à Venise de Thomas Mann.

## Quelques personnalités enterrées au cimetière du Nord
- Franz Defregger
- Leonhard Frank
- Hermann Frieb
- Johannes Heesters
- Trude Hesterberg
- Heinrich Hoffmann
- Günther Kaufmann
- Eduard von Keyserling
- Wolfgang Koeppen
- Ernst Mach
- Ferdinand Marian
- Antonie Pfülf
- Wilhelm von Rümann (sculpteur, 1850-1906)
- Oswald Spengler
- Fritz Splitgerber
- Lotte Stein
- Siegbert Tarrasch
- Paul Troost
- Otto Wernicke
- Fritz Hommel

## Galerie

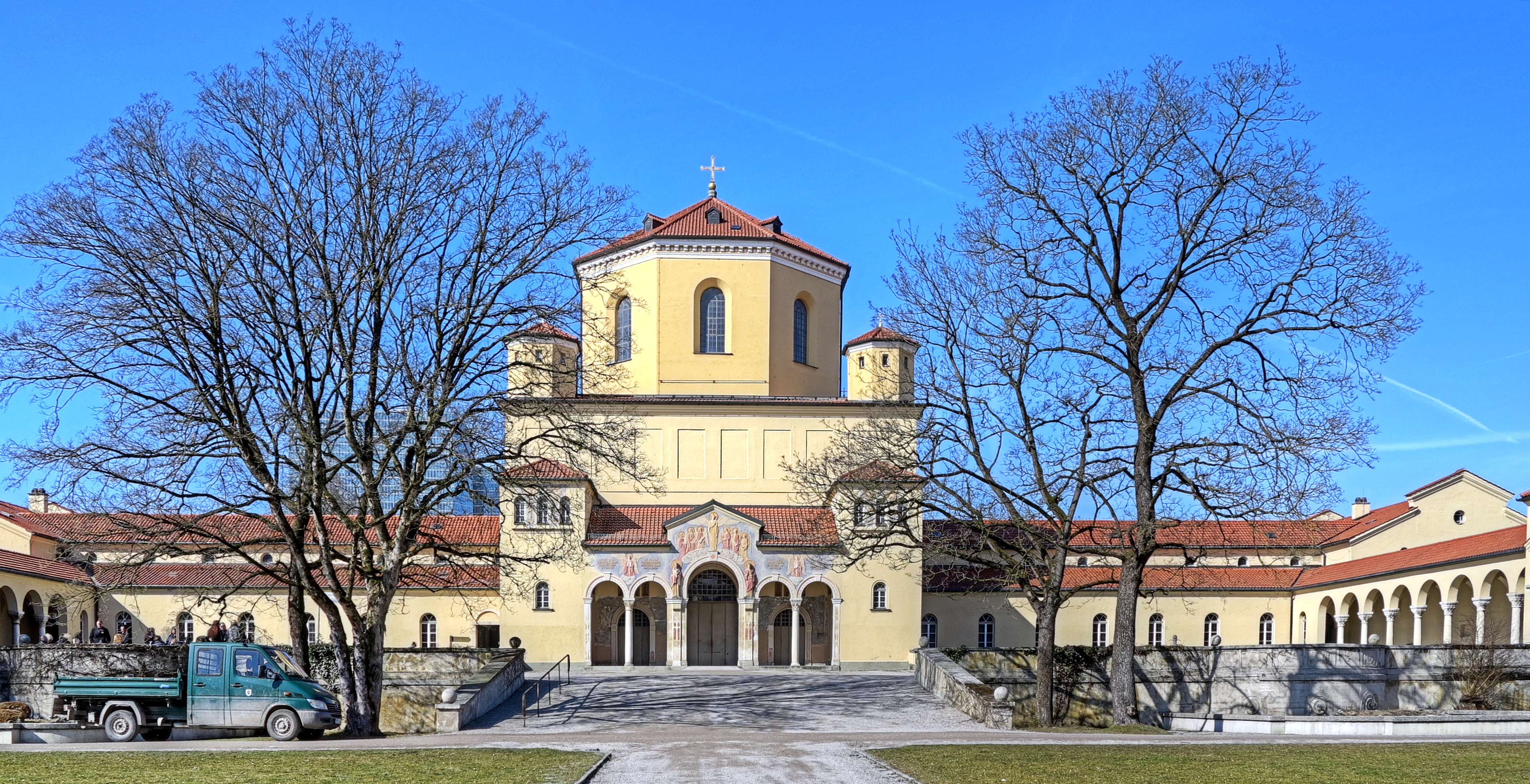
Le funérarium.
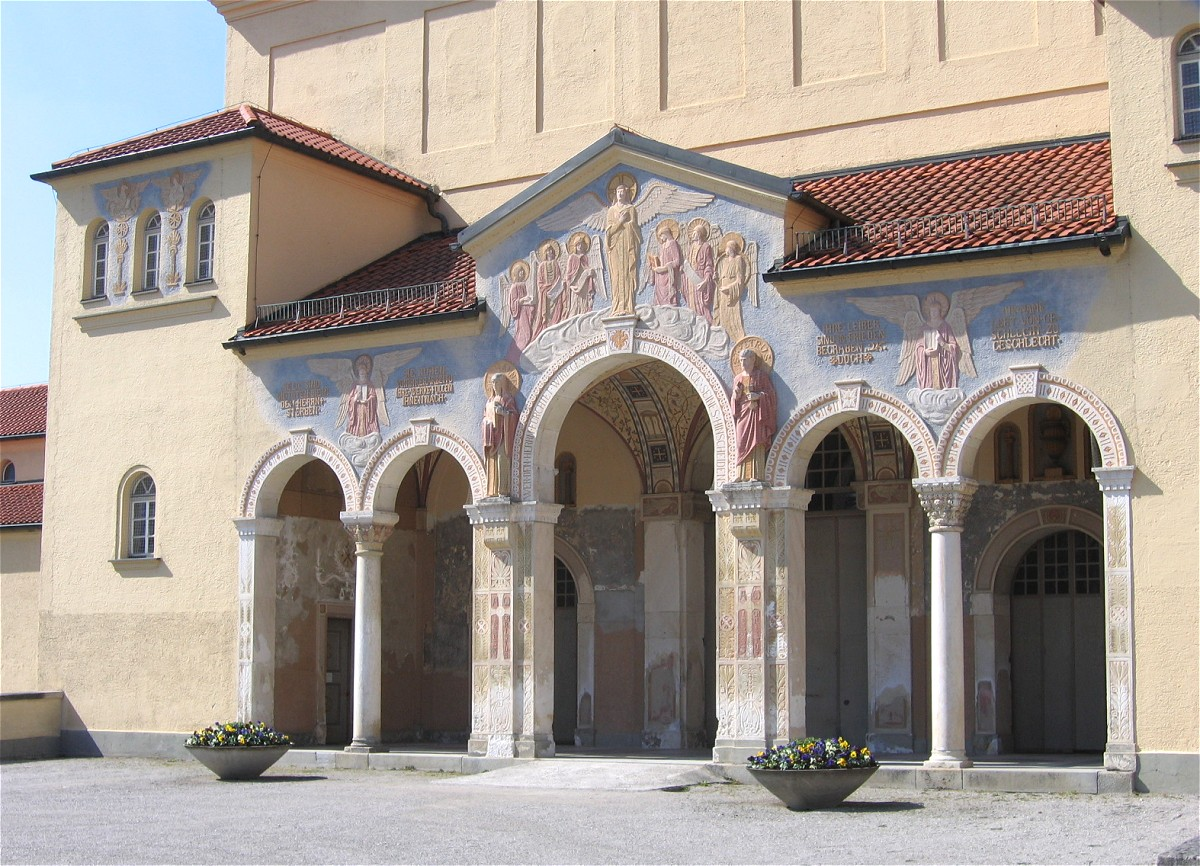
Détail du funérarium
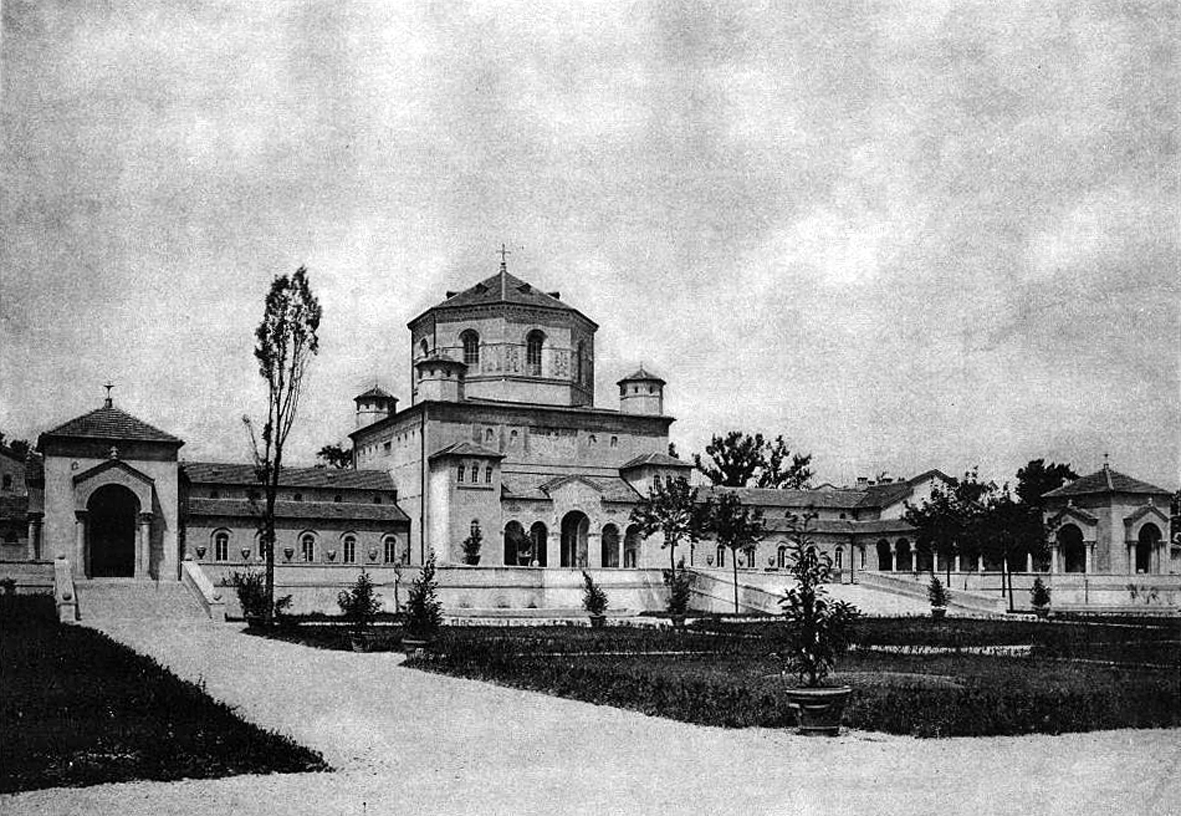
Vue du cimetière en 1901 (G. A. Horst, Die neuen Friedhof-Anlagen Münchens)
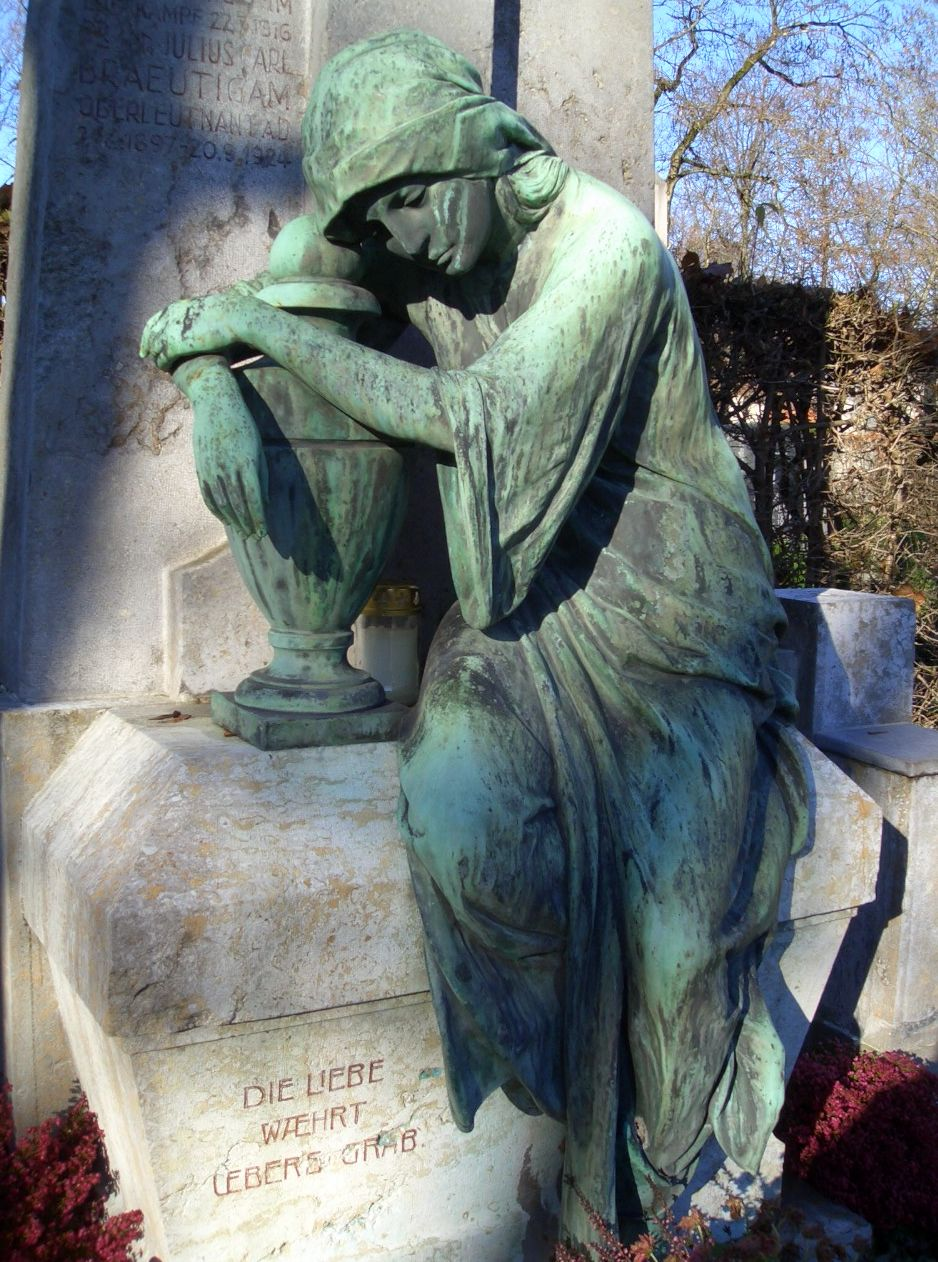
Le tombeau de Julius Braeutigam. Artiste : Fidel Binz.

## Sources de la traduction
- (en) Cet article est partiellement ou en totalité issu de l’article de Wikipédia en anglais intitulé « Nordfriedhof (Munich) » (voir la liste des auteurs).

- (de) Cet article est partiellement ou en totalité issu de l’article de Wikipédia en allemand intitulé « Nordfriedhof (München) » (voir la liste des auteurs).